# Jarmila Kratochvílová
Jarmila Kratochvílová, née le 26 janvier 1951 à Golčův Jeníkov, est une athlète tchèque, spécialiste du sprint et des courses de demi-fond, le 400 et le 800 mètres essentiellement.
Elle remporte le 400 mètres et le 800 mètres en 1983, à Helsinki, lors des premiers championnats du monde d'athlétisme. Dans son duel sur 400 m avec l'Allemande de l'Est Marita Koch, elle s'incline lors des Jeux olympiques de 1980 et des championnats d'Europe de 1982. Mais elle s'impose trois fois consécutivement, de 1981 à 1983, lors des championnats d'Europe en salle.
Elle est l'actuelle détentrice du record du monde du 800 m grâce à son temps de 1 min 53 s 28 établi le 26 juillet 1983 à Munich. Cela fait d'elle l'athlète, hommes et femmes confondus, détenant le record du monde le plus ancien, toutes disciplines d'athlétisme en plein air confondues. Sur 400 m, elle est l'actuelle détentrice du deuxième meilleur temps de l'histoire, 47 s 99.

## Biographie
Jarmila Kratochvílová arrive tardivement dans le monde de l'athlétisme. Elle est victime, tout au long de sa carrière, de blessures et de maladies. Sur 400 mètres, elle obtient une médaille d'argent lors des Jeux olympiques d'été de 1980 de Moscou, devancée par l'Allemande de l'Est Marita Koch.
Mais c'est elle qui détient le plus vieux record du monde de l'athlétisme toutes disciplines et sexes confondus, celui du 800 m. Il est établi à Münich le 26 juillet 1983. C'est presque par hasard qu'elle le bat : afin d'éviter une blessure sur 400 m, sa distance habituelle, avant les premiers championnats du monde d'athlétisme, elle s'aligne, à Munich, sur cette distance plus longue sans prétention de  réaliser un tel exploit.
Ce record la convainc de s'aligner sur les deux distances lors de ces championnats de 1983 : elle remporte aisément le 800 m, puis le 400 m. Elle bat au passage le record du monde du 400 m et, avec 47 s 99, elle est la première femme à descendre sous les 48 secondes.
Ce beau doublé tempère un peu sa déception de ne pouvoir participer aux Jeux olympiques d'été de 1984 pour cause de boycott de ceux-ci par les pays de l'ancien bloc de l'Est. En 1985, son record du 400 m est battu par sa grande rivale, Marita Koch, avec un temps de 47 s 60.
En 1987, elle met un terme à sa carrière et devient entraîneuse. Son physique atypique lui a valu d'être soupçonnée de dopage.

## Palmarès
| Date | Compétition                    | Lieu     | Résultat | Epreuve   | Temps         |
| ---- | ------------------------------ | -------- | -------- | --------- | ------------- |
| 1979 | Championnats d'Europe en salle | Vienne   | 2e       | 400 m     | 51 s 81       |
| 1980 | Jeux olympiques                | Moscou   | 2e       | 400 m     | 49 s 46       |
| 1981 | Championnats d'Europe en salle | Grenoble | 1re      | 400 m     | 50 s 07       |
| 1982 | Championnats d'Europe en salle | Milan    | 1re      | 400 m     | 49 s 59 (WR)  |
| 1982 | Championnats d'Europe          | Athènes  | 2e       | 400 m     | 48 s 85       |
| 1982 | Championnats d'Europe          | Athènes  | 2e       | 4 × 400 m | 3 min 22 s 17 |
| 1983 | Championnats d'Europe en salle | Budapest | 1re      | 400 m     | 49 s 69       |
| 1983 | Championnats du monde          | Helsinki | 1re      | 400 m     | 47 s 99 (WR)  |
| 1983 | Championnats du monde          | Helsinki | 1re      | 800 m     | 1 min 54 s 68 |
| 1983 | Championnats du monde          | Helsinki | 2e       | 4 × 400 m | 3 min 20 s 32 |
| 1984 | Championnats d'Europe en salle | Göteborg | 1re      | 200 m     | 23 s 02       |
| 1987 | Championnats du monde          | Rome     | 5e       | 800 m     | 1 min 57 s 81 |

## Records du monde
- Record du monde sur 400 m le 10 août 1983 avec 47 s 99 à Helsinki
- Record du monde sur 800 m le 26 juillet 1983 avec 1 min 53 s 28 à Munich (actuelle détentrice)
- Record du monde en salle du 400 m le 7 mars 1982 avec 49 s 59 à Milan (ancienne détentrice)